# Fabian Halbig
 (février 2011).
Si vous disposez d'ouvrages ou d'articles de référence ou si vous connaissez des sites web de qualité traitant du thème abordé ici, merci de compléter l'article en donnant les références utiles à sa vérifiabilité et en les liant à la section « Notes et références ».
Fabian Halbig ou Fabi de son nom de scène est le batteur/trompettiste du groupe punk-rock/pop punk allemand Killerpilze. Né le 23 décembre 1992 à Augsbourg, il réside actuellement à Dillingen (Bavière). Il a un frère aîné, Johannes Halbig, présent dans le groupe en tant que chanteur/guitariste. Il a joué dans la saga Le Club des crocodiles. Il a également joué dans Kommissar Kluftinger.

## Le groupe
Fabian Halbig, son frère Jo et Maximilian Schlichter se sont rencontrés à l'école (St.-Bonaventura-Gymnasium). Le groupe s'est fondé à Wertingen, près de Dillingen en 2002. Leur modèle est Blink-182. Au départ, le groupe était composé de quatre adolescents (Fabi devait être l'élément provisoire du groupe). Le bassiste, « Schlagi » Schlagenhaft Andreas a quitté le groupe début 2007 pour poursuivre ses études, il est actuellement remplacé en live par Benni. Les Killerpilze donnèrent beaucoup de concerts pendant quatre ans, puis rencontrèrent leur maison de disques (Universal Music Group). Ils firent d'abord de petits concerts dans de petites salles.

### Filmographie
- Vorstadtkrokodile : Kaï (2009)
- Vorstadtkrokodile 2 : Kaï (2010)
- Vorstadtkrokodile 3 : Kaï (2011)

### Récompenses
Meilleur acteur allemand pour Die Vorstadtkrokodile 3.
- Notices d'autorité :   - VIAF
  - ISNI
  - GND
  - Espagne